# زعاف

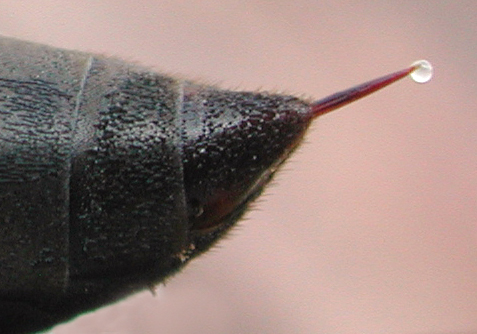
ذنب نحلة يفرز نقطة من الزعاف

الزعاف أو السم الحيواني مادة سمية عند بعض الحيوانات و بعض الحشرات (خصوصا النحل)، تفرز من غدة خاصة كيس الزعاف الذي يحقن هذه المادة ولو بعد ذهاب هذه الحشرة بفضل تقلصات هذا الكيس وتحقن بالقرص أو اللدغ لغرض الدفاع عن النفس في حالة الخطر.
تعدّ مادة الزعاف شفائية لبعض الأمراض لكن قد تكون خطيرة لأصحاب الحساسية من هذه المادة.